# Mahayana
 Denne artikel bør gennemlæses af en person med fagkendskab for at sikre den faglige korrekthed.

 Der er for få eller ingen kildehenvisninger i denne artikel, hvilket er et problem. Du kan hjælpe ved at angive troværdige kilder til de påstande, som fremføres i artiklen.

Mahayana (sanskrit महायान mahāyāna "det store fartøj") er en af hovedretningerne inden for buddhismen.
I århundrederne omkring vor tidsregnings begyndelse begyndte buddhismen for alvor at opdeles i forskellige skoler og strømninger, og en af de større af disse begyndte at titulere sig selv mahāyāna "det store fartøj" med henvisning til dens lære om, at det påligger en boddhisattva, en person, der søger at opnå nirvana, tillige at arbejde for alle andre væseners oplysning. I modsætning hertil kaldte man de andre retninger for hinayana "det lille (el. ringere) fartøj" ud fra den opfattelse, at folk i disse retninger alene arbejdede på deres egen frelse.
Mahāyāna-buddhismen er kendetegnet ved at lære, at alle væsener har en iboende og medfødt buddhanatur og at alle derfor kan finde nirvana i sig selv. Det er enhver oplysningssøgendes pligt at hjælpe andre til at opnå dette. Derfor må man i mahayana-buddhismen, inden man kan starte på sin vej til at opnå erkendelsen, således aflægge boddhisattva-løftet, hvor man forpligter sig til ikke at forlade denne verden, førend man har hjulpet alle levende væsener til oplysning.
Af de vigtigste skrifter inden for mahayana-buddhismen kan, i tillæg til sanskrit-versionen af Tripitaka, nævnes:
- Hjerte-Sutraen (Prajñāpāramitā-sūtra)
- Diamant-Sutraen (Vajrachhedikāprajñapāramitā-sūtra)
- Lotus-Sutraen (Saddharmapundarīka-sūtra).

Den vigtigste filosof inden for mahayana-buddhisme er Nagarjuna.
Den tantriske buddhisme eller vajrayana-buddhismen, særligt kendt fra Tibet, tager udgangspunkt i mahayana-buddhismen og regnes ofte for en særlig gren af denne.